# Pedaria segregis
Pedaria segregis là một loài bọ cánh cứng trong họ Bọ hung (Scarabaeidae).